# Eufriesea mariana
Eufriesea mariana är en biart som först beskrevs av Alexander Mocsáry 1896.  Eufriesea mariana ingår i släktet Eufriesea, tribus orkidébin, och familjen långtungebin. Inga underarter finns listade.